# Право на жінку
«Право на жінку» — український радянський німий чорно-білий фільм 1930 року режисера Олексія Каплера, знятий на студії «Українфільм» в 1930 році.

## Сюжет
Героїня фільму вступає до медичного вишу, але її чоловік, зі старими патріархальними поглядами, забороняє їй вчитися. Вона забирає дитину й іде з дому. Активне студентське життя виявляється непростим з дитиною на руках. У виші її обходять зі стипендією, посилаючись на те, що вона може вимагати аліменти від чоловіка, чого вона робити категорично не хоче. Питання порушують на партзборах, після чого їй призначають стипендію. Її дитина хворіє і помирає, і вона вирішує присвятити своє життя порятунку дітей — стати хірургом.

## У ролях
- Тетяна Златогорова — головна роль
- Володимир Сокирко — другорядна роль
- Іван Скуратов — другорядна роль
- Тетяна Мухіна — другорядна роль

## Знімальна група
- Режисер — Олексій Каплер
- Сценаристи — Олексій Каплер, Микола Бажан
- Оператор — Володимир Окулич
- Художник — Соломон Зарицький